# Senotainia zaitzevi
Senotainia zaitzevi är en tvåvingeart som beskrevs av Yu. G. Verves 1984. Senotainia zaitzevi ingår i släktet Senotainia och familjen köttflugor.
Artens utbredningsområde är Mongoliet. Inga underarter finns listade i Catalogue of Life.